# Loïc Bigois
Loïc Bigois (Aix-en-Provence, 19 de setembro de 1960) é um aerodinamicista francês de Fórmula 1 que atualmente é o chefe de operações aerodinâmicas da Scuderia Ferrari.

## Carreira
Depois de estudar engenharia em Paris e Aix-en-Provence e após se especializar em aerodinâmica e de se formar dentro do Conservatoire national des arts et métiers, Bigois mudou-se para Toulouse e começou a trabalhar na indústria aeroespacial.
No final de 1990, ele foi recrutado pela equipe Ligier, que estava reestruturando seu departamento técnico sob a liderança de Frank Dernie, e foi contratado para substituir o engenheiro de aerodinâmica que estava deixando a equipe, Henri Durand. O entusiasmo de Guy Ligier pela Fórmula 1 começou a diminuir e, no final de 1992, Cyril de Rouvre comprou a Ligier. Dernie foi trabalhar na Benetton e Gérard Ducarouge foi deixado no controle. Bigois trabalhou sob o comando do veterano engenheiro de Fórmula 1 até meados de 1994, quando Ducarouge foi marginalizado pelo novo proprietário Flavio Briatore. Motivado pela possibilidade de enfrentar novos desafios em sua carreira, Bigois aceitou se mudar para a Sauber, substituindo Mike Gascoyne, trabalhando sob a liderança do diretor técnico André de Cortanze.
A dança das cadeiras continuariam em meados de 1995, quando Cortanze foi contratado para ser o novo diretor técnico da Ligier — que estava sendo dirigida por Tom Walkinshaw. Bigois seguiu Cortanze e voltou para a equipe sediada em Magny-Cours e desempenhou um papel importante na concepção do carro da temporada seguinte. Em março de 1996, Walkinshaw e Briatore caíram e houve outra remodelação com os engenheiros de Walkinshaw saindo para se juntar a Arrows. Bigois decidiu ficar na França e foi nomeado chefe de pesquisa e desenvolvimento sob a direção de Cortanze, que logo sairia da equipe deixando Bigois para se tornar o último diretor técnico da Ligier.
Quando Alain Prost comprou a Ligier, Bigois foi nomeado projetista chefe da nova equipe, a Prost Grand Prix, e ele permaneceu nesse cargo sob comando do diretor técnico Alan Jenkins e seu substituto Henri Durand até a Prost ser fechada e ele foi recrutado pela Minardi para se tornar seu chefe de aerodinâmica em meados de 2001. Ele se mudou para a Williams no verão de 2003, e em 2005 sucedeu Antonia Terzi como chefe de aerodinâmica. Bigois trabalhou ao lado de Jörg Zander que substituiu Gavin Fisher como projetista chefe em setembro de 2005. Tanto Bigois como Zander trabalharam com o diretor técnico Sam Michael.
Em 2 de julho de 2007, foi anunciado que Bigois tinha concordado em juntar-se a equipe de Fórmula 1 da Honda e em consequência dessa decisão, ele foi suspenso pela Williams. Em 2009, a equipe foi transformada na Brawn GP, mas Bigois continuou no cargo de chefe de aerodinâmica. A Brawn GP ganhou subsequentemente ambos os campeonatos de pilotos e de construtores, levando Bigois a ganhar o prêmio Dino Toso de projetista do ano, oferecido pela revista inglesa Race Tech. Bigois foi o chefe de aerodinâmica da Mercedes, equipe formada a partir da Brawn GP, até que ele decidiu deixar a equipe em junho de 2012.
Após a sua saída da equipe da Mercedes, rumores emergiam em jornais da Itália (Autosprint) e da França (AutoHebdo) que ligavam Bigois com a Ferrari. Bigois juntou-se à Ferrari como seu chefe de aerodinâmica antes do final do ano, depois de um longo período de licença.